# سامانتا جانوس
 سامانتا جانوس (انگلیسی: Samantha Janus؛ زادهٔ ۲ نوامبر ۱۹۷۲) یک هنرپیشه، خواننده، و کارگردان اهل بریتانیا است. وی از سال ۱۹۹۰ میلادی تاکنون مشغول فعالیت بوده‌است.وومک در برایتون، در شرق ساسکس متولد شد.
از فیلم‌های معروف او می‌توان به بازی در فیلم کینگزمن: سرویس مخفی اشاره کرد.